# لين تشابيل
لين تشابيل (بالإنجليزية: Len Chappell)‏ مواليد 31 يناير 1941 في بنسيلفانيا، هو لاعب كرة سلة أمريكي معتزل. بدأ مسيرته الاحترافية في سنة 1962. تم اختياره من قبل فريق فيلادلفيا سفنتي سيكسرز خلال الدرافت. يبلغ طوله 6 قدم 8 بوصة (2.0 م). اعتزل اللعب في 1972.

## المسيرة الاحترافية
لعب مع فيلادلفيا سفنتي سيكسرز من سنة 1962 إلى 1964، ثم لعب مع نيويورك نيكس من سنة 1963 إلى 1966، ثم لعب مع شيكاغو بولز في سنة 1966، ثم لعب مع سكرامنتو كينغز من سنة 1966 إلى 1968، ثم لعب مع ديترويت بيستونز في موسم 1967–1968، ثم لعب مع ميلووكي باكز من سنة 1968 إلى 1970، ثم لعب مع كليفلاند كافالييرز في سنة 1970، ثم لعب مع أتلانتا هوكس في موسم 1970–1971.

## روابط خارجية
- لين تشابيل على موقع إن بي أي (الإنجليزية)
- لين تشابيل على موقع سبورتس رفرنس (الإنجليزية)
- لين تشابيل على موقع كلية كرة السلة في سبورتس رفرنس.كوم (الإنجليزية)
- لين تشابيل على موقع ريلجم (الإنجليزية)
- لين تشابيل على موقع بروبوليرز (الإنجليزية)